# Тарантини, Микеле Массимо
Микеле Массимо Тарантини (итал. Michele Massimo Tarantini; род. 7 августа 1942, Рим, Италия) — итальянский кинорежиссёр

 и сценарист, что работал в основном в жанрах итальянской эротической комедии и джалло.

## Биография
Микеле родился в городе Риме. С молодого возраста начал работать в телестудии «Dania Cinematografica», где занимал различные должности — секретарь, сценограф, монтажер, помощник у режиссёров Серджио Мартино, Джулиано Карнимео, Нандо Чичеро и Мариано Лауренти.
Дебют Тарантини состоялся в 1973 году фильмом в жанре криминального джалло «Sette ore di violenza per una soluzione imprevista», но коммерческого успеха ему принесла картина 1975 года в жанре итальянской эротической комедии «La liceale», с которого началась карьера Глории Гвиди. От того времени Микеле Массимо Тарантини стал самым известным режиссёром в этом жанре. Некоторые фильмы выходили под псевдонимом «Michael E. Lemick».
В 1980 году снял фильм Всем классом на море.
В 1983 году режиссёр переехал в Бразилию, где снимал малобюджетные фильмы, но не оставлял свои любимые жанры.
В 2001 году он вернулся в Италию.